# Tlachtli

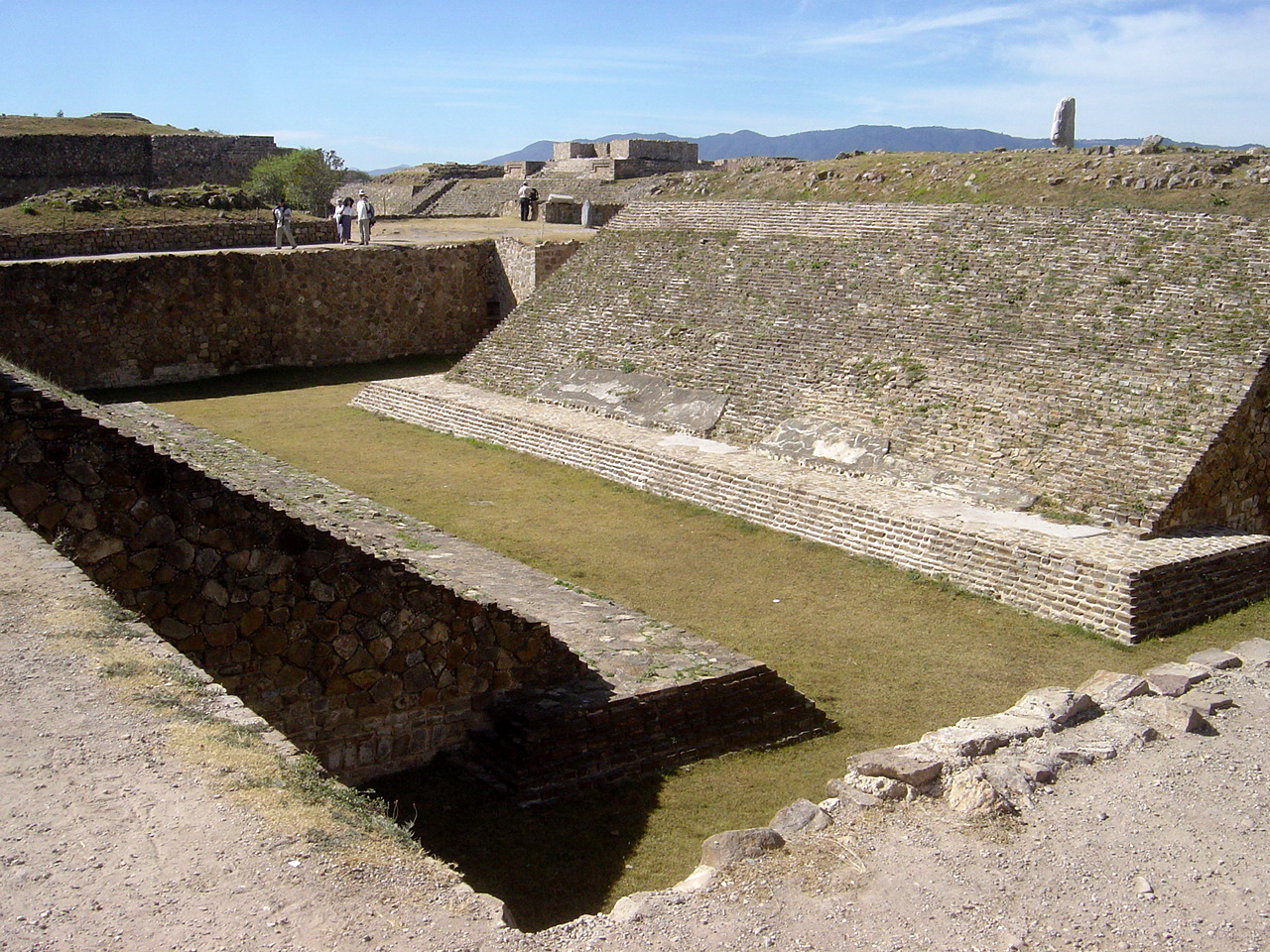
Hřiště pro tlachtli v Monte Albán, Oaxaca.

Tlachtli (z aztéčtiny, Mayi nazývaná pok-a-tok, česky někdy také nesprávně pelota) byla míčová hra, která jako rituál byla součástí náboženství v předkolumbovské době u mezoamerických kmenů, jako byli např. Toltékové, Aztékové nebo Mayové. Hra nejspíš pochází od Olméků z 6. století př. n. l., postupně se rozšířila a byla převzata jinými kulturami Mezoameriky, nakonec se dostala i na Karibské ostrovy a na jihozápad Severní Ameriky, kde ji hráli příslušníci Hohokamské kultury v dnešní Arizoně. Moderní verzí této hry je ulama.

## Název
Hra má spoustu názvů. Aztécké verzi hry se v jejich jazyce nahuatl říkalo ullamaliztli nebo tlachtli, což byl vlastně název pro hrací pole této hry. Ve svém hlavním městě měli také Aztékové posvátné hřiště, kterému říkali Teotlachco. Mayové tuto hru nazývali pok-a-tok, nebo v klasické mayštině také pitz. Tainové na Kubě a Haiti ji nazývali batey.
Ve španělštině je hra také označována jako juego de pelota, což v překladu znamená „míčová hra“. Odvozeně se pod jménem pelota označuje také v češtině, i když chybně, poněvadž jde o neúplný překlad. Lze se také setkat s méně přesnými názvy jako „posvátná hra“, „božská hra“, nebo jen stručně „míčová hra“.

## Symbolika
Vzhledem k mytologii a náboženskému účelu hry se předpokládá, že hra má znázorňovat vesmírný pohyb - buď dráhu Slunce nebo Měsíce. Hřiště zde představovalo vesmír a míč Slunce, případně Měsíc. Dva kruhové kotouče v hřišti, kterými měl míč proletět, symbolizovaly východ a západ slunce.

## Hra
Pravidla hry nejsou úplně přesně známá. U každého kmene se mírně lišily, stejně jako i způsob hraní a mírně i smysl hry. Ačkoliv všude měl více méně náboženský význam, u různých kmenů byly i jiné důvody. Například Aztékové tuto hru pojímali jako jakousi náhražku války v době míru a příslušníci Veracruzské kultury ji používali jako zdroj lidských obětí.
Hra samotná také nebyla určena pro každého, poněvadž každou hrou se znovu přehrávaly příběhy bohů z mýtů. Hráli ji především svobodní muži urozeného původu, z bohatých šlechtických rodin, při různých oslavách a svátcích. Hráči samotní také museli být velice silní a zdatní, aby vůbec mohli hru zvládnout hrát.
Jelikož se provozovala po celé Mezoamerice, v rozmezí od Arizony až po Nikaraguu a karibské ostrovy, najdeme zde řadu míst, kde se vyskytují její hřiště, např. v Chichén Itzá nebo Monte Albán.

### Pravidla a způsob hraní

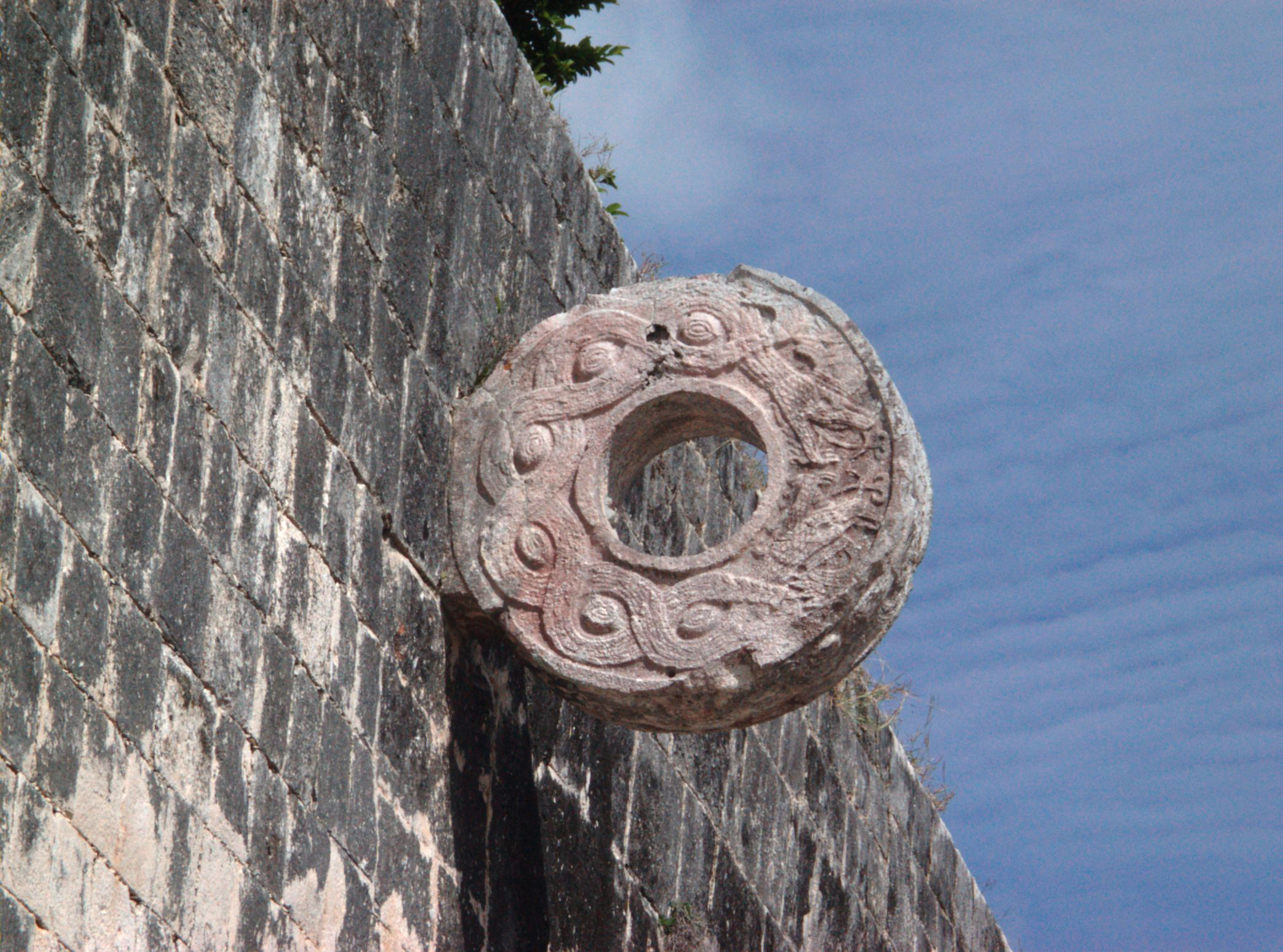
Kruh na zdi hřiště

Cílem hry bylo prohodit míč skrz kruh upevněný na zdi hřiště. Proti sobě hrála dvě družstva, každé mělo svého vlastního kapitána. Jeden z hráčů začínal hru vhozením míče do pole. Míč se nesměl brát do ruky ani odkopávat chodidly, odrážet se mohl pouze pomocí loktů, ramen, boků a kolen. Míč bylo nutno udržovat ve vzduchu, pokud míč spadl na zem, bylo nutno znovu rozehrát.

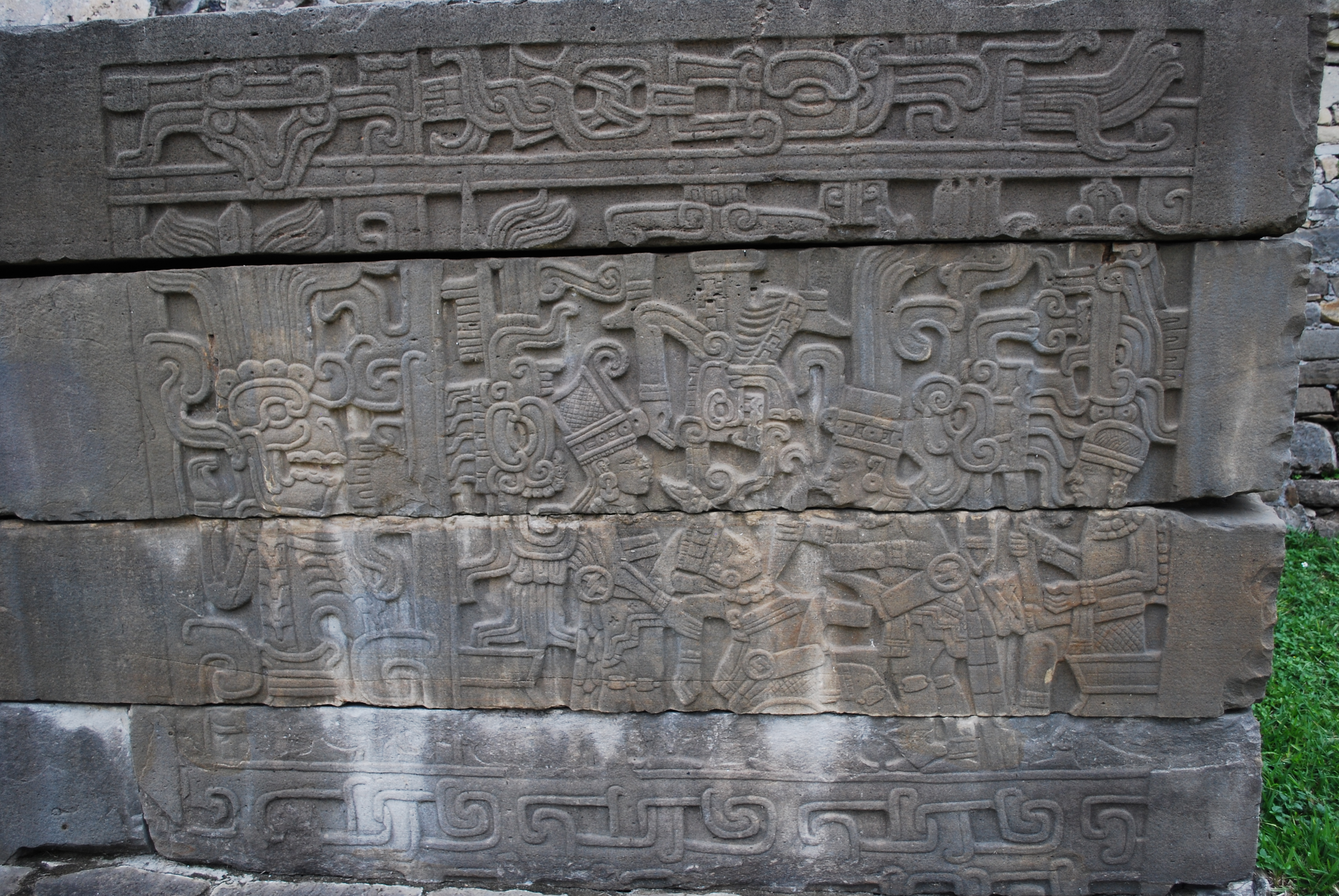
Reliéf z míčovny v El Tajínu zobrazuje stínání poraženého hráče

Míčová hra byla často spojena se sázkami, Mayové uzavírali sázky na vítěze. Často prohráli nejen svůj majetek, ale také i své manželky. Hra mohla mít také charakter božího soudu nebo orákula, především u Aztéků. Vítězové byli velice oslavováni. Ačkoliv se často uvádí spojitost mezoamerické míčové hry s lidskými oběťmi, není pravda, že by po skončení hry byli členové poraženého mužstva obětování. Klasičtí Mayové ani Aztékové tento zvyk neprovozovali, je však znám z Veracruzské kultury. Reliéfy, obklopující míčové hřiště v El Tajínu zobrazují, jak je kapitánovi poraženého mužstva uťata hlava a jeho tělo vítězové vláčejí po dvoře, aby zem nasákla krví. O obětování poražených hráčů se zmiňuje také mayský epos Popol Vuh z poklasického období, není však jisté, zda jde pouze o mýtus, nebo se tak dělo i ve skutečnosti.

### Hřiště
Hřiště bylo vždy a všude považováno za posvátný prostor, kolem něj většinou stály obřadní chrámy a budovy. Mělo tvar písmene „I“, neboli římské jedničky. Po obou jeho stranách se nacházely dva nízké, široké schody, a jedna velká šikmá stěna, od které se míč mohl odrážet. Na těchto stěnách byly naproti sobě ve výšce 3–10 metrů připevněné dva malé kruhy, většinou vyrobené z kamene.

### Míč
Míč, nazývaný ollin, byl kulatý a těžký, vyrobený buď z velmi tvrdé gumy nebo kaučuku. Jeho průměr mohl být okolo 8–20 cm a mohl vážit od 170 g po 4 kg. I přes veškeré ochranné vybavení hráčů však bylo časté, že se hráč při hře zranil nebo i zabil.

### Vybavení hráčů
Oděv a ochranné pomůcky hráčů se lišily podle kultury příslušného kmene. Někteří na sobě měli kožené sandály nebo nízké boty, chrániče loktů a kolen, někdy i koženou přilbu zdobenou peřím a široký vycpávaný pás kolem beder, jiní na sobě neměli nic kromě bederní roušky. V El Tajínu a dalších nalezištích Vercruzské kultury byly nalezeny kamenné modely ochranných pomůcek pro hráče, které byly užívány při náboženských obřadech.

## Mytologie

### Aztécká mytologie
Podle aztécké myologie se spolu ve tlachtli utkali dva bohové – Quetzalcoatl a Tlaloc. Tlaloc prohraje a jako důkaz úcty dá Quetzalcoatlovi kukuřičný klas, ten však chce drahé kameny a barevné peří. Tlaloc mu však řekne, že kukuřice je cennější nade všechny poklady, poněvadž je to potrava lidí.

### Mayská mytologie
U Mayů se o této hře můžeme dočíst v druhé části eposu Popol Vuh. Vypráví se v něm o dobrodružství čtyř hrdinů (dvou dvojčatech). Starší z nich, Hun-Hunahpú a Vacub-Hunahpú, mají velkou zálibu v hraní, zejména v kostkách a tlachtli. Svým hraním tlachtli však kvůli hluku rozzlobí vládce Xibalby, Hun-Camého a Vucub-Camého, vládce podzemní říše, kteří je vyzývají na zápas v Xibalbě. I přes varování své matky se dvojčata do podsvětí vydají a překonávají různá nebezpečí, až nakonec předstoupí před bohy smrti. Ti jim dávají různé nesplnitelné zkoušky a úkoly, které ovšem dvojčata nedokážou vykonat. Obětují je a spálí přímo na hřišti míčové hry. Hun-Hunahpúova lebka se stává součástí uschlého stromu, pokrytými ostatními lebkami. Xquic, panna v podsvětí, k němu přijde a žádá o ovoce, i když strom žádné nemá. Hun-Hunahpú plivne do její dlaně, a tak mu Xquic později porodí dva syny, dvojčata, Hunahpúa a Ixbalanqueho. Stejně jako jejich otec a strýc, i oni mají zálibu v míčové hře. Rachot opět rozruší vládce Xibalby a vyzývají je ke hře. Úspěšně díky své chytrosti překonají všechny překážky a zkoušky bohů. Nakonec hrají s bohy tlachtli, ale nechají se porazit. Během noci čelí dalším nebezpečím, přičemž Hunahpú přijde o hlavu. Bratr mu místo ní postaví na krk dýni, která zázrakem získá tvar jeho obličeje a mluví. Ráno se odehrává další zápas s vládci Xibalby, místo míče se ale hraje s pravou Hunahpúovou hlavou. Lstí pak bratři získají hlavu zpátky, nasadí ji na její tělo; bohové jsou zmatení a za míč považují králíka. Díky tomuto nedorozumění Xibalbové prohráli a museli být obětováni, což se jim nelíbilo a snažili se dvou bratrů zbavit. Ti je ale chytře přelstili.